# 정보화 시대
정보화시대(情報化時代, information age)는 정보로 가공된 지식과 자료 따위가 사회 구조나 습관, 인간의 가치관 따위에 큰 영향을 미치는 시대를 가리킨다. 보통은 3차 산업혁명 시대를 그 시작점으로 본다. 즉 빠르게는 1970년대부터를 시작점으로 본다.  물론 정보화 시대의 파급력이 큰 파도의 물결로 닥쳐온 것은 1990년대 아무리 늦은 연도로 치더라도 2000년 부터는 완전 정보화 시대가 시작되었다고 봐야 한다.
지금 현재 진행되고 있는 4차 산업혁명 시대 에도 여전히 정보화 시대는 계속 지속되고 있다. 그래서 이것은 3차 산업혁명 시대 와 4차 산업혁명 시대 와 같은 구분에 들어갈 수가 없다. 포괄적인 시대 영역이기 때문이다.  만약 앞으로 5차 산업혁명 시대가 펼쳐져도 마찬가지로 5차 산업혁명 시대 역시 정보화 시대의 일부라고 봐야 할 것이다. 즉, 정보화 시대 와 이 시대가 만든 정보화 사회 는 지속적으로 영원히 앞으로 미래에도 계속 된다고 말할 수 있을 것이다. 인류의 문명이 완전 파괴 되는 일이 생기기 전 까지는 정보화 시대가 계속될 것으로 학자들은 본다.

## 경제학
정보통신기술(ICT), 즉 컴퓨터, 컴퓨터 기계, 광섬유, 통신 위성, 인터넷 및 기타 ICT 도구는 광 네트워킹과 마이크로컴퓨터의 발전이 많은 비즈니스와 산업을 크게 변화시키면서 세계 경제의 중요한 부분이 되었다. 니콜라스 네그로폰테(Nicholas Negroponte)는 1995년 저서 빙 디지털(Being Digital)에서 이러한 변화

## 경제, 사회, 문화
마누엘 카스텔스(Manuel Castells)는 글로벌 상호의존성과 경제, 국가 및 사회 간의 새로운 관계에 대해 글을 쓰면서 "정보화 시대: 경제, 사회 및 문화"에서 정보화 시대의 중요성을 포착한다. 그는 인간이 물질 세계를 지배했다고 해서 정보화 시대가 역사의 종말을 뜻하는 것은 아니라고 경고한다.
"실제로는 정반대이다. 역사는 이제 막 시작되었다. 수천 년에 걸쳐 자연과 선사시대의 전투를 벌인 후 처음으로 생존하고 그 다음 자연을 정복하여 우리 종이 다음과 같은 수준에 도달한 순간을 역사로 이해한다면, 사회가 지배하는 세계에서 우리가 살아갈 수 있게 해주는 지식과 사회 조직, 이것은 새로운 존재의 시작이며, 실제로 문화에 대한 자율성을 특징으로 하는 새로운 시대인 정보화 시대의 시작이다. 우리 존재의 물질적 기초이다."
토마스 채터튼 윌리엄스(Thomas Chatterton Williams)는 디 애틀랜틱(The Atlantic)에 기고한 글에서 정보화 시대의 반지성주의의 위험성에 대해 썼다. 정보에 대한 접근성이 그 어느 때보다 높아졌음에도 불구하고 대부분의 정보는 관련성이 없거나 실체가 없다. 전문 지식보다 속도를 강조하는 정보 시대의 강조는 생각했던 것 중 최고에 대한 우리의 주요 저장소가 무의미하다고 공개적으로 엘리트들조차 폄하하는 피상적인 문화에 기여한다.

## 같이 보기
- 빅 데이터
- 사이버 범죄
- 사이버테러리즘
- 사이버 전쟁
- 지식의 민주화
- 정보 격차
- 디지털 트랜스포메이션
- 정보 혁명
- 정보화 사회
- 인터넷 거버넌스
- 네티즌
- 전기 통신